# Фран Караджич
Фран Караджич (англ. Fran Karačić, хорватська вимова: [frâŋ kâratʃitɕ], нар. 12 травня 1996, Загреб) — австралійський футболіст хорватського походження, захисник італійського клубу «Брешія».
Виступав, зокрема, за клуб «Локомотива», а також національну збірну Австралії.

## Клубна кар'єра
Народився 12 травня 1996 року в місті Загреб. Вихованець юнацьких команд футбольних клубів «Загреб», «Кустошия» (Загреб) та «Локомотива».
У дорослому футболі дебютував 2014 року виступами за команду «Локомотива», в якій провів один сезон, взявши участь у 0 матчах чемпіонату. 
Протягом 2015 року захищав кольори клубу «Лучко».
Своєю грою за останню команду знову привернув увагу представників тренерського штабу клубу «Локомотива», до складу якого повернувся 2015 року. Цього разу відіграв за загребських «локомотивів» наступні шість сезонів своєї ігрової кар'єри. Більшість часу, проведеного у складі загребської «Локомотиви», був основним гравцем захисту команди.
До складу клубу «Брешія» приєднався 2021 року. Станом на 10 вересня 2022 року відіграв за клуб з Брешії 36 матчів в національному чемпіонаті.

## Виступи за збірні
Протягом 2017–2018 років залучався до складу молодіжної збірної Хорватії. На молодіжному рівні зіграв у 8 офіційних матчах, забив 2 голи.
Батько Франа народився в Австралії, тому він мав можливість виступати за збірну цієї країни. 25 травня 2018 року ФІФА підтвердила, що гравець може розпочати виступи за нову національну збірну.
3 червня 2021 року дебютував за збірну Австралії у матчі відбору на чемпіонат світу 2022 року проти збірної Кувейту (3-0). Відіграв усі 90 хвилин.
Дебютний гол забив 11 червня 2021 року у поєдинку відбору на чемпіонат світу 2022 року проти збірної Непалу (3-0), зробивши рахунок 2-0 на 38-й хвилині гри.
У листопаді 2022 року він був включений до складу збірної Австралії на Чемпіонат світу з футболу 2022 року.
| Дата       | Місто      | Господарі | Результат               | Гості         | Турнір            | Голи | Примітки |
| ---------- | ---------- | --------- | ----------------------- | ------------- | ----------------- | ---- | -------- |
| 3-6-2021   | Ель-Кувейт | Кувейт    | 0 – 3                   | Австралія     | Відбір до ЧС 2022 | -    |          |
| 11-6-2021  | Ель-Кувейт | Непал     | 0 – 3                   | Австралія     | Відбір до ЧС 2022 | 1    |          |
| 15-6-2021  | Ель-Кувейт | Австралія | 1 – 0                   | Йорданія      | Відбір до ЧС 2022 | -    | 90+1'    |
| 7-10-2021  | Доха       | Австралія | 3 – 1                   | Оман          | Відбір до ЧС 2022 | -    | 80'      |
| 12-10-2021 | Сайтама    | Японія    | 2 – 1                   | Австралія     | Відбір до ЧС 2022 | -    | 89'      |
| 16-11-2021 | Шарджа     | КНР       | 1 – 1                   | Австралія     | Відбір до ЧС 2022 | -    | 83'      |
| 27-1-2022  | Мельбурн   | Австралія | 4 – 0                   | В'єтнам       | Відбір до ЧС 2022 | -    |          |
| 1-2-2022   | Маскат     | Оман      | 2 – 2                   | Австралія     | Відбір до ЧС 2022 | -    | 63'      |
| 1-6-2022   | Ель-Вакра  | Австралія | 2 – 1                   | Йорданія      | товариський матч  | -    |          |
| 13-6-2022  | Ер-Райян   | Австралія | 0 – 0 д.ч. (5 – 4 п.п.) | Перу          | Відбір до ЧС 2022 | -    | 91'      |
| 22-9-2022  | Брисбен    | Австралія | 1 – 0                   | Нова Зеландія | товариський матч  | -    | 70'      |
| Усього     |            | Матчів    | 11                      |               | Голів             | 1    |          |